# Elaphognathia sugashimaensis
Elaphognathia sugashimaensis är en kräftdjursart som först beskrevs av Nunomura 1981.  Elaphognathia sugashimaensis ingår i släktet Elaphognathia och familjen Gnathiidae. Inga underarter finns listade i Catalogue of Life.